# Kildare North
Kildare North is een kiesdistrict in Ierland dat gebruikt wordt voor verkiezingen voor Dáil Éireann, het lagerhuis van het Ierse parlement. Het district werd gevorm in 1997 en omvat het noordoostelijke deel van het graafschap Kildare met als belangrijkste plaats Maynooth. Bij de vorming had Kildare North 3 zetels, sinds de verkiezingen van 2007 zijn dat 4.
Bij de verkiezingen van 2016 werd de leidster van de Social Democrats, Kathrine Murphy,  al bij de eerste telling gekozen. In 2011 had zij als onafhankelijke kandidaat de laatste zetel veroverd. Labour verloor zijn enige zetel, terwijl Fine Gael ook een zetel verloor, maar nog wel een overhield. Fianna Fáil deed het uitstekend door 2 zetels te halen.

## Referendum
Bij het abortusreferendum in 2018 stemde in het kiesdistrict 73,6% van de opgekomen kiezers voor afschaffing van het abortusverbod in de grondwet.